# Antarctothoa tongima
Antarctothoa tongima is een mosdiertjessoort uit de familie van de Hippothoidae. De wetenschappelijke naam van de soort is voor het eerst geldig gepubliceerd in 1977 door Ryland & Gordon.